# Gofraid mac Arailt
Gofraid mac Arailt,  en gaélique (en vieux norrois: Guðrøðr Haraldsson) (mort en 989) est un roi des Hébrides et de l’Île de Man où il est parfois considéré comme « Godfred  II de Man », règne vers 976 à 989.

## Origine
Godred Haraldsson est le frère et successeur de Maccus mac Harald. Les deux frères  sont identifiés comme des fils de Harald  Sitricson mort en 940 roi des vikings de Limerick ce qui ferait d’eux des petits-fils possible de Sigtryggr Caoch roi de Dublin et du Royaume viking d'York en Northumbrie et des membres de la dynastie des Uí Ímair.

## Activité
Des 971 Godfred est mentionné par le Brut y Tywysogion au Pays de Galles lorsqu'il ravage Anglesey. En 980 allié cette fois avec le  prétendant au royaume de Gwynned, Custennin ap Iago qui voulait récupérer le trône de son père Iago ab Idwal il ravage de nouveau Anglesey et  Llŷn, avant que Custennin ne soit tué par son cousin Hywel ab Ieuaf.
En 982 Godfred Haraldsson est au Dyfed. Il pille le sanctuaire de Saint-David et affronte les Gallois a la bataille de Llanwannawc. Cinq ans plus tard il ravage encore une fois Anglesey et fait prisonnier 2 000 hommes qu'il ne libère que contre une rançon payée par le roi Maredudd ab Owain.
Les annalistes irlandais notent ensuite le pillage des côtes du Dalriada et la mort de 140 « danois » et l'année suivante un combat sur l'Ile de Man mené par « mac Harald » qui y perd un millier d'hommes  avant d'avoir encore 140 tués lors du pillage d'Iona la même année
La mort de Godred est relevée en 989 par les annales irlandaises qui le nomment  "Gofraidh m.Arailt ri Innsi Gall" et précisent qu’il fut tué par les gens de Dál Riata.
Après sa disparition le Jarl des Orcades Sigurd Digri impose vers 990 un certain Jarl Gilli, comme Earl des Hébrides et lui donne  sa sœur Hvarflöd comme épouse.

## Descendance hypothétique
L’historien Jean Renaud lui attribue une fille l’« Héritière d’Islay » épouse putative du viking  Gudrod Eiriksson et mère d’Harald le Noir.
Par contre selon Mike Ashley il serait le père de :
- Ragnald Godredson
- Kenneth Godredson

Selon Clare Downham il laisse deux fils:
- Lögmadr (fl. 1012) roi des Îles (?)
- Rögnvaldr roi des Îles

Enfin d'après Benjamin T. Hudson il a trois enfants :
- Ragnall
- Maelmuire épouse de Gilla Patraic († 996), roi d'Osraige et arrière petit-fils de Cerball mac Dúnlainge,
- Lagmann mac Gofraid